# Larisa Popa
Larisa Popa (Slatina, 29 settembre 1986) è una modella rumena, eletta Miss Universo Romania 2011 presso il Residence Domenii Plaza Hotel di Bucarest il 30 luglio 2011.
La modella si è classificata al primo posto, davanti a Alexandra Camelia Hadade e Beatrix-Julia Hack, rispettivamente seconda e terza classificata.
Alta un metro e settantacinque, in quanto vincitrice del titolo di bellezza nazionale, Laria Popa ha rappresentato la Romania in occasione di Miss Universo 2011, che si è tenuto a San Paolo, in Brasile, il 12 settembre 2011.